# Richard Baxter
Richard Baxter (Rowton, Chester, 12 de novembro de 1615 — Shropshire, 8 de dezembro de 1691) foi um líder puritano inglês, sacerdote, escritor, a quem Dean Stanley chamou "o chefe dos protestantes intelectuais da Inglaterra". Em A ética protestante e o espírito do Capitalismo, Max Weber chama ao texto "Christian Directory" de Baxter um "compêndio de teologia moral puritana". O seu escrito mais famoso é "O Descanso Eterno dos Santos" (The Saints' Everlasting Rest) de 1650.

## Teologia
Na doutrina da Predestinação, sua posição  assemelhava-se à do francês Moise Amyraut (1596-1664). O termo "Baxterianismo" às vezes é entendido como um calvinismo moderado. No entanto, é uma formulação da economia de salvação do amiraldismo ao afirmar que Deus escolheu de fato apenas um limitado número de pessoas, mas não despreza ou rejeita ninguém, pois o sacrifício de Cristo alcança toda a humanidade. O Baxterianismo como uma elaboração teológica interliga os sistemas soteriológicos reformados, calvinismo e arminianismo, convocando-lhes ao diálogo mais próximo com vista não só a contemplar o atributo de soberania divina, mas, igualmente preservando incólumes seu amor e justiça.

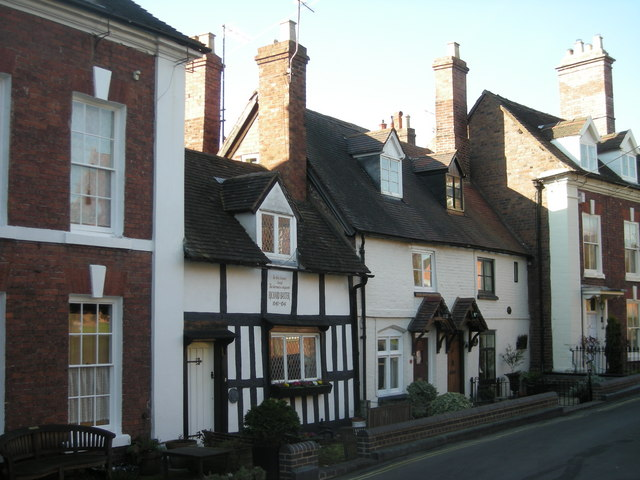
A casa de Richard Baxtere

Segundo Baxter, a morte de Cristo como ato de redenção universal (penal e vicária, mas não substitutiva) foi o modo que Deus fez uma nova lei oferecendo perdão e anistia ao penitente. Arrependimento e fé, sendo obediência a esta lei, são a justiça salvadora pessoal do crente.
De todos os puritanos, Baxter foi o mais prolífico deles, tendo escrito 79 volumes, deixando assim um legado inestimável às futuras gerações. O que distinguia Baxter de todos os seus pares era a coragem no enfrentamento de temas difíceis da Escritura, conduzindo sua argumentação com muita perícia, serenidade e firmeza. Reputado como o maior pastor da tradição puritana, enfrentou críticas de muitos calvinistas em razão de sua soteriologia. É um ícone a ser lembrado, embora injustiçado sobretudo em razão de seu pioneirismo na disposição para navegar na contramão da maioria estabelecendo novos paradigmas teológicos. Baxter nutria certa aversão por Confissões e não escondia seu desprazer pelos esforços em exigir uniformidade confessional das igrejas privando-lhe da liberdade de investigar por si mesma a Palavra de Deus e de fazer livremente suas escolhas em matéria de fé.